# Changaj
Changaj (mongoliska: Хангай) är en sum i Archangaj i Mongoliet. Den har en yta på 4400 kvadratkilometer, och den hade 2 825 invånare år 2010.